# 세계 관세 기구 회원국
이 문서는 현재 세계 관세 기구에 가입한 178개국이다.

## 회원국 목록
| 회원국            | 가입 연월일      | 소속 지역 |
| ----------------- | ---------------- | --------- |
| 가이아나          | 1976년 7월 29일  | 미주      |
| 과테말라          | 1985년 2월 22일  | 미주      |
| 니카라과          | 1998년 9월 24일  | 미주      |
| 도미니카 공화국   | 2004년 7월 28일  | 미주      |
| 멕시코            | 1988년 2월 8일   | 미주      |
| 미국              | 1970년 11월 5일  | 미주      |
| 바베이도스        | 1999년 1월 7일   | 미주      |
| 바하마            | 1974년 8월 16일  | 미주      |
| 버뮤다            | 1990년 7월 1일   | 미주      |
| 베네수엘라        | 1996년 7월 1일   | 미주      |
| 벨라루스          | 1993년 12월 16일 |           |
| 벨리즈            | 2008년 4월 22일  | 미주      |
| 볼리비아          | 1997년 8월 14일  | 미주      |
| 브라질            | 1981년 1월 19일  | 미주      |
| 세인트루시아      | 2005년 5월 12일  | 미주      |
| 수리남            | 2018년 11월 26일 | 미주      |
| 아르메니아        | 1992년 6월 30일  |           |
| 아르헨티나        | 1968년 7월 1일   | 미주      |
| 아이티            | 1958년 1월 31일  | 미주      |
| 아제르바이잔      | 1992년 6월 17일  |           |
| 안도라            | 1998년 9월 3일   |           |
| 알바니아          | 1992년 8월 31일  |           |
| 앤티가 바부다     | 2017년 4월 10일  | 미주      |
| 에콰도르          | 1997년 12월 16일 | 미주      |
| 엘살바도르        | 2005년 7월 7일   | 미주      |
| 오스트리아        | 1953년 1월 21일  |           |
| 온두라스          | 2005년 12월 8일  | 미주      |
| 우루과이          | 1977년 9월 16일  | 미주      |
| 자메이카          | 1963년 3월 29일  | 미주      |
| 칠레              | 1966년 7월 1일   | 미주      |
| 캐나다            | 1971년 10월 12일 | 미주      |
| 코스타리카        | 2001년 8월 29일  | 미주      |
| 콜롬비아          | 1993년 7월 11일  | 미주      |
| 쿠바              | 1988년 7월 1일   | 미주      |
| 퀴라소            | 1988년 7월 11일  | 미주      |
| 트리니다드 토바고 | 1973년 10월 15일 | 미주      |
| 파나마            | 1996년 3월 8일   | 미주      |
| 파라과이          | 1969년 10월 3일  | 미주      |
| 페루              | 1970년 1월 27일  | 미주      |